# 小鳥居夕花
小鳥居 夕花（ことりい ゆうか）は日本の女性声優。主にアダルトゲームの登場人物の声を演じている。2012年にLump of Sugarの『学☆王 -THE ROYAL SEVEN STARS-』においてデビューし、同作品のメインヒロインである「近衛光莉」役を演じた。以降も複数の作品で主要人物の役を担当している。

## 人物
「小鳥居夕花」というのは芸名であり、本名ではない。アダルトゲーム雑誌『PUSH!!』2014年4月号166ページに掲載されたインタビュー記事『Voice de PUSH!!「小鳥居夕花」』において以下の3つの事実が公表されている。
- 「小鳥居」は日本に実在する姓の一つであり[注 1]、個人的にかわいいと思って借用したもので、「夕花」は画数が良いという理由で決めた。
- 幼いころは漫画家を目指していて、スポーツ漫画を投稿したこともある。
- 休日はあまり外出せず、家で過ごすことが多い。ギャルゲーが好きで『ときめきメモリアル2』が気に入っている。初めてプレイしたエロゲーは『きゃんきゃんバニープルミエール』だった。

## 出演作品
太字は主役・メインキャラクター

### アダルトゲーム

#### 2012年
- 学☆王 -THE ROYAL SEVEN STARS-（近衛 光莉[注 2]）
- 辻堂さんの純愛ロード（乾 梓[2][注 3]）
- 学☆王 It's Heartful Days（近衛 光莉）
- Re:birth colony -Lost azurite-（アズライト[3]）

#### 2013年
- 夏の終わりのニルヴァーナ（クオン）
- Magical Charming!（シャロン・デュカス[4]）
- 辻堂さんのバージンロード（乾 梓[5]）

#### 2014年
- 蒼の彼方のフォーリズム（乾 沙希[注 4]）
- アストラエアの白き永遠（橘 落葉）
- 運命線上のφ（火巡 果凜[6]）
- 英雄*戦姫GOLD（伊達 政宗[7]）
- 恋DOKi（長谷川 美琴[8]）

#### 2015年
- サノバウィッチ（仮屋 和奏[9]）
- 姉小路直子と銀色の死神（常盤 成葉[10]）
- PRIMAL×HEARTS2（アリスティア・ヴァレンベリ・華蔵寺[11]）
- QUINTUPLE☆SPLASH（美野里 巴[12]）
- こころリスタ!（アルファ[13]）
- 真・恋姫†英雄譚3 〜乙女艶乱☆三国志演義［呉］〜（程普[14]）
- 見上げてごらん、夜空の星を（日下部 ころな）

#### 2016年
- 間宮くんちの五つ子事情（間宮 八雲）
- ノラと皇女と野良猫ハート（パトリシア・オブ・エンド）[15]
- ウィザーズコンプレックス （アイリス・ラインフェルト）[16]
- D.S. -Dal Segno-（高村 鳴）
- ハナヒメ*アブソリュート!（鳳 杏子[17]）
- 聖鍵遣いの命題（アリーシャ・ハモンド）
- 見上げてごらん、夜空の星を FINE DAYS（日下部 ころな）
- 千恋*万花（常陸 茉子）[18]
- フローラル・フローラブ（斉須 莉玖）[19]
- 千の刃濤、桃花染の皇姫（椎葉 古杜音）[20]
- 夏彩恋唄（月夜野 悠那）[21]
- 廻る世界で永遠なるチカイを！（天柱 深夏）[22]

#### 2017年
- アストラエアの白き永遠Finale-白き星の夢-（橘 落葉）
- 緋のない所に烟は立たない-緋修離と一蓮托生の女たち-（万条女 桐子）
- 猫忍えくすはーと（風魔 ゆら）
- 桜花裁き（遠山 桜）
- お嬢様は素直になれない（近衛 六花）[23]
- 景の海のアペイリア（東 ましろ）[24]
- 金色ラブリッチェ（僧間 理亜）[25]
- ノラと皇女と野良猫ハート2（パトリシア・オブ・エンド）[26]
- 甘夏アドゥレセンス（日向 ナツ）[27]
- みなとカーニバルFD（乾 梓、常盤 成葉）

#### 2018年
- 処女はお姉さまに恋してる 3つのきら星（正樹 美玲衣）[注 5]
- 9-nine-そらいろそらうたそらのおと（ゴースト）[29]
- お嬢様は素直になれない〜大好きをキミだけに〜（近衛 六花）
- 猫忍えくすはーと2（風魔 ゆら）
- 見上げてごらん、夜空の星を Interstellar Focus（日下部 ころな）
- 宿星のガールフレンド2（ペトラ・グリューン）[30]

#### 2019年
- ソーサレス*アライヴ! 〜the World's End Fallen Star〜（ユズリハ・サーバル）
- 僕の未来は、恋と課金と。（北見 莉央）
- 金色ラブリッチェ -Golden Time-（僧間 理亜）
- アオナツライン（向坂 海希）[31]
- 9-nine-はるいろはるこいはるのかぜ（ゴースト）[32]
- 恋嵐スピリッチュ（辻郷 翼）[33]
- ココロネ=ペンデュラム!（神代 澄香）[34]
- 猫忍えくすはーと3（風魔 ゆら）
- 黄昏のフォルクローレ（阿久戸 麦）
- 宿星のガールフレンド3（ペトラ・グリューン）[35]

#### 2020年
- 神様のような君へ（神無月 愛彩梨）[36]
- 9-nine-ゆきいろゆきはなゆきのあと（ゴースト）[37]
- 青春フラジャイル（桜宮 氷緒）[38]
- 響野さん家はエロゲ屋さん!（北見 莉央）[39]
- 恋愛×ロワイアル（輝 由奈）[40]

#### 2021年
- ごほうしアクマとオシオキてんし（シャル＝ハレル）[41]
- 我が姫君に栄冠を（エスクド・パガン）[42]
- 創作彼女の恋愛公式（羽衣石 姫子）[43]
- 我が姫君に栄冠を 将軍の誘惑（エスクド・パガン）

#### 2022年
- 真・恋姫†英雄譚4 〜乙女耀乱☆三国志演義［呉］〜（程普[44]）
- 神様のような君へ Extended Edition（神無月 愛彩梨）

#### 2024年
- 戦国†恋姫BRAVE壱 ～四国の鬼若子、長曾我部編～（柿崎柘榴景家）
- 真・恋姫†英雄譚PLUS弐 ～乙女後日談～（程普）
- アストラエアの白き永遠 FHD Re:Eternity（橘 落葉）

#### 2025年
- 猫忍えくすはーとSPIN!2（風魔 ゆら）

### オンラインゲーム
- 戦国プロヴィデンス（五郎八姫、京極竜子）
- アイオライトリンク（ダキ）
- UNITIA 神託の使徒×終焉の女神（エル・アルハ）
- あいりすミスティリア!〜少女のつむぐ夢の秘跡〜 （ラディス、椎葉 古杜音）[45]
- あやかしランブル!(ヒナミ)
- Deep One 虚無と夢幻のフラグメント（2020年、エデルガルド・アインシュタイン）
- 星彩のアステルマキナ 開発中止（アルデバラン）[46]

### 同人ゲーム
- おにいちゃんコンティニュー! (有栖川 瑠々)

### 一般ゲーム

#### 2012年
- マブラヴ オルタネイティヴ クロニクルズ 03（駒木 咲代子）

#### 2013年
- マブラヴ オルタネイティヴ クロニクルズ 04（駒木 咲代子）
- 戦国†恋姫〜乙女絢爛☆戦国絵巻〜（柿崎柘榴景家[47]）

#### 2016年
- アストラエアの白き永遠 -White Eternity-（橘 落葉）

#### 2020年
- 金色ラブリッチェ（僧間 理亜）
- アオナツライン（向坂 海希）

#### 2021年
- 金色ラブリッチェ -Golden Time-（僧間 理亜）
- 神様のような君へ（神無月 愛彩梨）[48]

### 音声作品
- いくつになっても妹が、俺の世話を焼きたがる。(佐伯 恋)

### オーディオドラマ
- ダキカノ 2ndシーズン Vol.8（2017年、雪村 彩乃)

### ドラマCD
- 夏の終わりのニルヴァーナ クオンの、ときめきドキドキ夏デート（クオン）
- 辻堂さんのバージンロード 添い寝CD（乾 梓）
- アストラエアの白き永遠(橘 落葉)
  - ハッピー・ホワイトバースデー
  - 橘家のお泊まり会
- 英雄*戦姫GOLD　政宗とチハヤのそれがしな日々（伊達 政宗）
- 恋 DOKi（長谷川 美琴)
  - みくのドキドキ大作戦Z
  - 恋する予感～長谷川美琴の場合～
- お嬢様は素直になれない（近衛 六花）
  - 体験版お疲れ様ボイス
  - 罵りボイスCD
- サノバウィッチ お待たせ!デートCD（仮屋 和奏）
- こころリスタ! 晴れのち大雨、時々ラブホ（アルファ)
- 聖鍵遣いの命題 スパリゾート『ペスターナ』ドキッ! ローラのアカデミー美少女コレクション!?の巻（アリーシャ・ハモンド）
- ノラと皇女と野良猫ハート（パトリシア・オブ・エンド）
  - パトリシア・オブ・エンドが歌う主題歌＆こんなのはじめてボイス
  - ヒロイン4人によるコーラス主題歌＆ネコネコガールズ結成トーク
- ノラと皇女と野良猫ハート2 ミニドラマ はじめての、仲良しカラオケ（パトリシア・オブ・エンド）
- 千恋*万花（常陸 茉子）
  - ドラマCD1『巫女のお仕事』
  - ドラマCD2『私、忍者です。』
  - ドラマCD3『吾輩の一日』
  - ドラマCD4『初めての体験』
- ハナヒメ*アブソリュート!（鳳 杏子)
  - ドキッ☆花姫だらけの温泉紀行
  - ハナヒメ*ファンタジー 勇者ヒヨコと女王の城
  - ハナヒメ繚乱 乙女の秘密をスクープ!
- 千の刃濤、桃花染の皇姫（椎葉 古杜音）
  - 小さな羊たち
  - 皇国電波放送局～大晦日特番 斎巫女の皇国ラジオ～
  - 千桃こぼれ話桃花集
  - 貴方の傍で 其之二
- 金色ラブリッチェ 二人だけのあま～い映画鑑賞会（僧間 理亜）
- 金色ラブリッチェ -Golden Time-（僧間 理亜）
  - 一緒にお休み♪添い寝ボイスドラマ
  - 金色インターリュード
- 見上げてごらん、夜空の星を Interstellar Focus むつらぼしの会の夏合宿（日下部 ころな）
- 処女はお姉さまに恋してる 3つのきら星 添い寝CD（正樹 美玲衣）
- 神様のような君へ バーチャルアイドル神無愛莉のトラブル生放送(神無月 愛彩梨)

### 歌
- アストラル アリア 〜しあわせな永遠へと〜（『アストラエアの白き永遠 初回限定版封入特典 ASTRAL ARIA』収録）
  - 桃園にな・小鳥居夕花・桐谷華・卯衣・鈴谷まや・桃山いおん
- 野良猫ハート（『ノラと皇女と野良猫ハート』オープニングテーマ）
  - 遥そら・小鳥居夕花・神代岬・桐谷華
- 茉子の日常（『千恋*万花キャラソンCD Vol.2「茉子の日常」』収録）
  - 常陸 茉子（CV:小鳥居夕花）
- 海岸線（『アオナツライン』挿入歌）
  - 向坂 海希（CV:小鳥居夕花）